# Катков, Василий Данилович
Василий Данилович Катко́в (1867, Екатеринославская губерния — после 1917) — русский правовед, публицист.

## Биография
Родился 26 апреля (8 мая) 1867 года в крестьянской семье в деревне Малая Николаевка Славяносербского уезда Екатеринославской губернии (ныне в Антрацитовском районе, Луганская область).
Образование получал в четырёхклассной прогимназии в станице Каменской области Войска Донского и, с пятого класса — в Таганрогской гимназии, которую окончил в 1885 году. Поступил на историко-филологический факультет Харьковского университета; впоследствии перевёлся на юридический факультет, который окончил в 1899 году и был оставлен для подготовки к профессорскому званию. Был исключен из числа профессорских стипендиатов из-за того, что неодобрительно высказался в одном из своих отчётов о господствующем положении римского права в русских университетах. Это негативно отразилось на его научной карьере.
В 1893 году он прошёл экзамен на степень магистра в Императорском Казанском университете, но степень магистра он получил лишь в 1901 году. Продолжил совершенствовать своё образование за границей; слушал лекции по юриспруденции в Берлине, политической экономии в Цюрихе и философии в Париже. Одновременно, работал в крупных научных библиотеках — в Королевской в Берлине, в Коммерческой при гамбургской бирже, в Национальной и Св. Женевьевы в Париже и других.
В 1898 году с Каткова был снят запрет на занятие университетской преподавательской деятельностью, и он прочитал пробные лекции в Санкт-Петербургском университете. С 1901 года, находясь на должность приват-доцента Харьковского университета он читал до 1908 года курсы вексельного права, конкурсного права и гражданского права прибалтийских губерний.
События Русско-японской войны и революции 1905—1907 годов побудили В. Д, Каткова к высказыванию своих политических убеждений, своего отношения к деятельности антимонархических сил. Но в Харькове он встретил непонимание и враждебное отношение к своим охранительным воззрениям со стороны либерально настроенных профессоров и революционного студенчества. Катков видел, что некоторые преподаватели оказывают разлагающее влияние на молодёжь, и понимал, чем это может обернуться. Он писал:

Можно не быть неверующим, и делать неверующим других. Можно не быть революционером и бомбометателем и воспитывать из своих питомцев героев браунинга и динамита, грабителей и убийц. Маркс не был марксистом, а Дарвин дарвинистом. Большинство профессоров наших университетов совсем не революционеры, равно как и преподаватели средних школ не анархисты, но важнейшими виновниками пережитой нашей родиной смуты, с её убийствами, грабежами и поджогами, были они. Они не только не боролись, как это они обязаны были делать, против разрушительного влияния эгоизма, распущенности, самомнения и политического невежества, но потворствовали им и даже подстрекали их. Ни для кого не тайна, что главными деятелями и душой самой нечестной, лицемерной и вредной партии кадетов, стянувшей к себе все отрицательные элементы государства, нравственности и религии, были они. Они создали ту практическую мораль, которая отрицает свободу личности, её неприкосновенность, независимость суждения и святость религиозных убеждений, мораль, которая оправдывала грабежи, убийства, преследование за мнения, глумление над религией, требовала крови и поджогов, разрушения семьи, Церкви, государства. Близорукие или ослепленные честолюбием и жаждой власти, они не понимали смысла поговорки: кто сеет ветер, жнет бурю; кто сеет бурю, пожнет ураган.— Катков В. Д. Молодёжь и её развратители // Харьковские губернские ведомости. — 1907. — № 28.
В силу своих возможностей Катков пытался противодействовать разрастанию в обществе деструктивных настроений, в газетах «Харьковские губернские ведомости» и в одесской газете «Русская речь» печатались его статьи на государственную, религиозную, национальную и образовательную тематику, в которых он отстаивал принципы русской монархии, основы национальной самобытности русского народа, традиционные религиозные и социальные ценности. Не оставлял Василий Данилович и юридические исследования, им были написаны несколько монографий на тему необходимости реформации юриспруденции. Помимо этого Катков увлекался языкознанием, применяя свои знания в изучении юридических систем разных народов.
В 1909 году перешёл в Новороссийский университет, где стал читать политическую экономию, статистику и финансовое право. В 1910 году защитил магистерскую диссертацию, а в 1910 году стал профессором.
После февральской революции 1917 года Катков был уволен из университета, и дальнейшая его судьба неизвестна. По некоторым данным, он был убит в 1919 году при нападении грабителей.